# Зустрічна смуга (телесеріал, 2017)
«Зустрічна смуга» (рос. «Встречная полоса») — український пригодницький телесеріал 2017 року.
З 3 січня 2023 року телеканал «УНІАН» розпочав повторний показ з повним українським дубляжем.

## Сюжет
Події серіалу розгортаються довкола непростих взаємин людей та автомобілів. У світі є мільйони водіїв та пасажирів, і у кожного своя історія з несподіваними, часто небезпечними поворотами.
У кожній серії нові події та нові герої: випадкові подорожні, автомобілісти-любителі, далекобійники, таксисти, водії автобусів, маршруток, машин швидкої допомоги, експедитори, гонщики, поліцейські.

## У ролях
| Актор                | Роль |
| -------------------- | ---- |
| Катерина Кістень     |      |
| Денис Роднянський    |      |
| Всеволод Шекіта      |      |
| Володимир Ліліцький  |      |
| Марія Заниборщ       |      |
| Андрій Лелюх         |      |
| Станіслав Щьоткін    |      |
| Віктор Бабак         |      |
| Юлія Гапчук          |      |
| Алла Мартинюк        |      |
| Ксенія Ніколаєва     |      |
| Володимир Захарченко |      |
| Поліна Снісаренко    |      |
| Артемій Єгоров       |      |
| Тетяна Краснікова    |      |